# Young Shakespeare
Young Shakespeare es un álbum en directo del músico canadiense Neil Young, publicado por la compañía discográfica Reprise Records en marzo de 2021. El álbum es el volumen 3.5 de la serie Archive Performance Series e incluye el concierto ofrecido el 22 de enero de 1971 en el Shakespeare Theatre de Stratford (Connecticut), tres días antes de otro similar de su gira Journey Through the Past Solo Tour y publicado varios años antes en el álbum Live at Massey Hall 1971.

## Lista de canciones
1. "Tell Me Why" – 2:36
2. "Old Man" – 4:08
3. "The Needle and the Damage Done" – 3:47
4. "Ohio" – 3:02
5. "Dance Dance Dance" – 2:26
6. "Cowgirl in the Sand" – 4:21
7. "A Man Needs a Maid/ Heart of Gold" – 6:55
8. "Journey Through the Past" – 3:34
9. "Don't Let It Bring You Down" – 2:56
10. "Helpless" – 3:49
11. "Down by the River" – 4:12
12. "Sugar Mountain" – 8:40

## Personal
- Neil Young – guitarra, piano y voz.

## Posición en listas
| País                               | Posición |
| ---------------------------------- | -------- |
| Bélgica (Ultratop flamenca)        | 10       |
| Bélgica (Ultratop valona)          | 32       |
| Países Bajos (Album Top 100)       | 22       |
| Alemania (Offizielle Top 100)      | 12       |
| Swedish Albums (Sverigetopplistan) | 34       |